# Bohdalovice
Obec Bohdalovice (německy Podesdorf) se nachází v okrese Český Krumlov, kraj Jihočeský, zhruba 8 km jjz. od Českého Krumlova. Žije zde 293 obyvatel.

## Části obce
- Bohdalovice
- Kaliště
- Slavkov
- Slubice
- Suš
- Svéraz

## Historie
První písemná zmínka o obci pochází z roku 1310, kdy je zmiňována obec Bogdalowicz, jako majetek zátoňského proboštství, které koncem 14. století patřilo benediktinům z Kláštera na Ostrově. V roce 1608 jsou Bohdalowicze připomínány jako součást panství Český Krumlov. Od zavedení obecního zřízení v polovině 19. století byly Bohdalovice osadou tehdejší obce Hašlovice, která byla v letech 1938 až 1945 v důsledku uzavření Mnichovské dohody přičleněna k nacistickému Německu. V letech 1961 až 1980 byly částí obce Větřní. v letech 1980 až 1990 byly částí obce Světlík. Od 1.8.1990 jsou samostatnou obcí.

## Pamětihodnosti

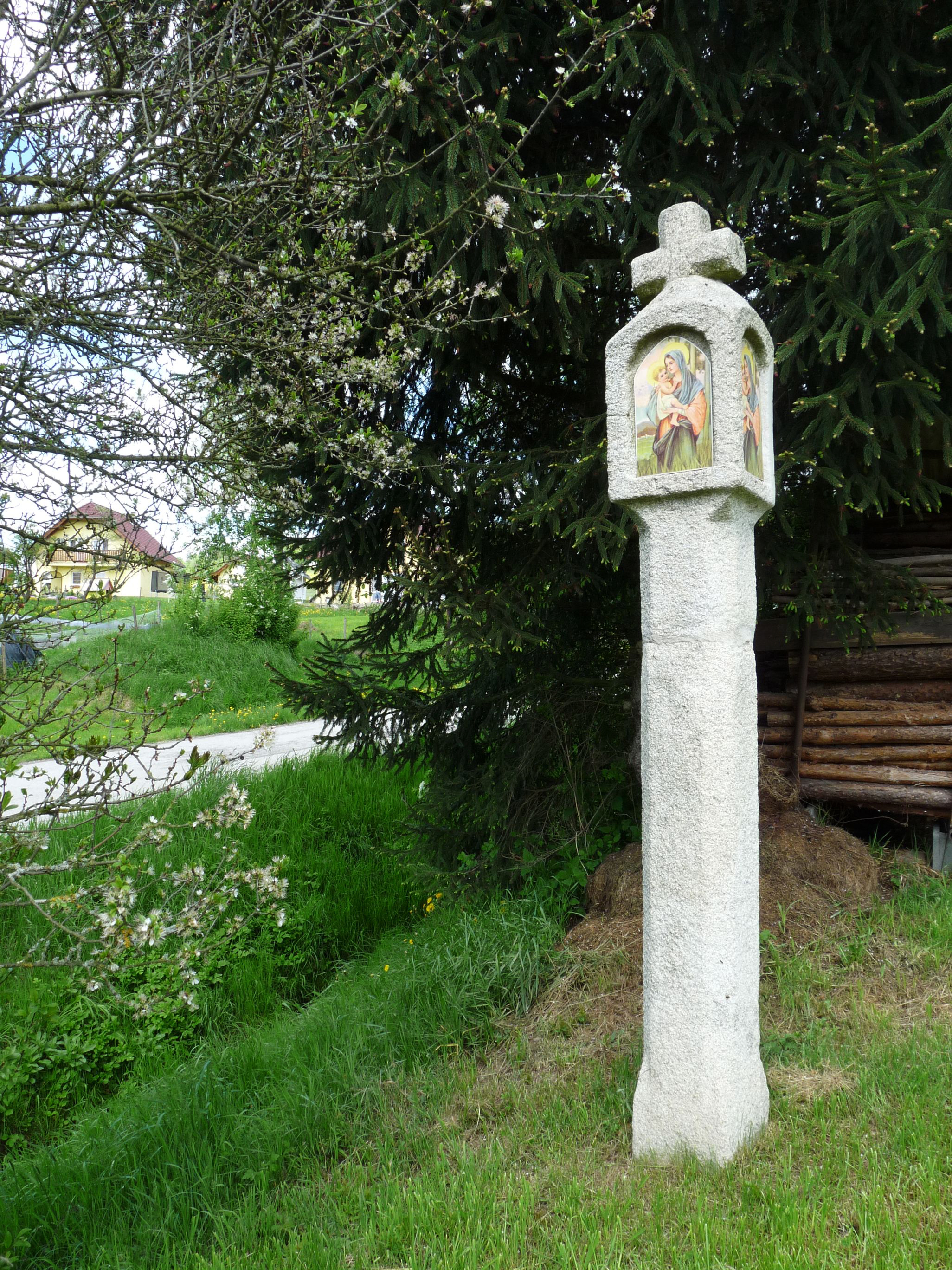
Boží muka v Bohdalovicích

- Kaple u Velislavic, osady severozápadně od Bohdalovic
- Boží muka na začátku vesnice Bohdalovice u silnice na Suš (kulturní památka)
- Výklenková kaplička severozápadně od Bohdalovic (kulturní památka)
- Boží muka v Suši (kulturní památka)[6]

### Pamětihodnosti ve Slavkově
- Kostel svatého Bartoloměje (kulturní památka)
- Tvrz a fara (kulturní památka)[7]

### Pamětihodnosti ve Svérázu
- Kostel svatého Petra a Pavla, Svéráz, prvně zmiňován roku 1357,
- Kaple Narození Panny Marie, Svéráz
- Fara Svéráz
- Výklenková kaplička (kulturní památka)
- Pozdně gotická boží muka[8][pozn. 1]

### Ochranné pásmo
Do území obce zasahuje ochranné pásmo nemovitých kulturních památek - kostela sv. Apoštola Petra a Pavla a kaple Navštívení P. Marie ve Svérázu.